# インディカ米
インディカ米（インディカまい）は、イネの品種群の一つ。世界のコメ生産量の約8割を占める。寒さに弱いため高温多湿な地域での栽培が適しており、インド・東南アジア・中国南部などが主な産地である。ジャポニカ米に比べ熱を加えても粘り気が少ない。
名称は1928年の加藤茂苞の論文による。加藤は世界のイネの品種が大きく二つのグループに分かれることを見出し、日本に多い型のほうを日本型。他方を印度型と呼ぶことを提唱した。日本列島には日本型が圧倒的に多く、中国では日本型と他方が半々だったために、中国の向こうのインドではもう一方が優先すると考えたからである。論文は英訳され、グループはジャポニカとインディカと呼ばれるようになった。(佐藤洋一郎　『知ろう食べよう世界の米』　岩波書店〈岩波ジュニア新書〉)
インドから栽培が始まったことに由来する。またインディカ米の一種にバスマティ米、ジャスミン米などがある。
日本では外国から導入・輸入されたインディカ米に対して、その産地に由来して大唐米（だいとうまい）、南京米（なんきんまい）、タイ米（タイまい）といった通称も与えられてきた。

## 特徴
イネ（Oryza sativa）は、indica、japonicaの2つの亜種を含む。前者は長粒、後者は短粒を特徴とするとされており、インディカ米には、米粒が細長くアミロース含量が高くて粘り気が少ないものが多い。しかし、アミロペクチン含有量の高いもち米様のインディカ種も存在する。

## 生産地
インディカ米は、インドからベンガル地方のバングラデシュなどの南アジア、タイをはじめとするインドシナ半島、中国中南部、インドネシアを中心に、カスピ海沿岸、アメリカ合衆国、ラテンアメリカなど気温の高い地域で作られる。日本や朝鮮半島、中国東北部の東アジア北部は、インディカ種の栽培がない。

## 調理
粘りが少なく、独特の香りがある。
ピラフやチャーハンのように、副食材と混ぜ合わせて調理したり、カレーライスやガンボのような、スパイスを利かせた濃厚な汁料理とともに供されたり、タイのガパオライスのように、濃い味付けの挽肉とともに供される。いずれも現地で食事する際に、皿で混ぜて食べる場合がほとんどであり、日本の様に単品の白飯で食べる例は少ない。
ピラフ、ジャンバラヤなどでは、具を炒めてインディカ米を加え、スープストックを加えて炊き込みご飯にする。また炊飯する場合は、パスタのように鍋で大量の水でコメを茹で、柔らかくなった頃を見計らい、煮汁を捨てて湯切りして蒸らす「湯取り法」が生産地における一般的で、簡便かつ短時間で済む調理方法である。
しかし、煮汁に含まれる栄養分の損失が大きく、また水資源の浪費や河川の富栄養化への影響も無視できない。

## 日本への輸入
日本に輸入されるインディカ米の用途は、タイ料理やインド料理飲食店用の食材と加工原料用（味噌、泡盛、みりん、煎餅）が主体で、主食用としての需要は少なく、一般米穀店やスーパーの店頭では、稀に見る程度である。
中国・東南アジア産のインディカ米は、1866年（慶応2年）11月に「清及び印度」から200万斛（1斛=10斗）が初めて輸入された。1斛70 - 80貫文と日本米と比べてすこぶる安い価格であったが「質味はなはだ劣る」とされた。輸入は明治時代に入ってからも続き「南京米」の名称で流通した。しかし日本人には、生産地のように米を調理する食習慣がなく、また調理の方法も知らず、適切な調理が行われなかった。消費者が日本の米と同じように炊飯して食べたことから、パサパサした食感と、独特のにおいが不評であった。
1928年（昭和3年）3月7日、政府は米価調整を目的に外米輸入制限に関する勅令並びに農林省例を公布。これによりインディカ米を含む外米は許可制となり、加工用の砕米が中心であったラングン米やサイゴン米の輸入は制限される一方、通商航海条約の関係からカリフォルニア米やシャム米は除外されたため、新聞各社は骨抜きとの批判や米価のつり上げを招くものであるとの懸念を示した。
戦時色が強くなった1940年（昭和15年）、東京、大阪、名古屋の米穀卸売組合に対して、コメを販売する場合には外地米を6割の割合で混ぜるよう政府から通達が出されるなど戦中戦後の食糧難の時代に、ムギなどとともに不足するジャポニカ米の代用食として消費されるのみであった。また刑務所の食事は、本来麦飯であるが、予算やその時代の食料事情によっては南京米の「臭い飯」が受刑者に出された。
第二次世界大戦後、食糧生産が回復して米不足が解消してからは需要もなくなり、また日本国政府は昭和40年代（1965年 - 1974年）初頭に、コメの自給率100パーセントが実現できるようになった頃から、農業保護のためにコメを禁輸にした。
1993年（平成5年）は記録的な冷夏で、日本産の米は需要1,000万トンに対し収穫量が800万トンを下回る大不作となり、平成の米騒動（1993年米騒動）に見舞われた。日本国政府は米の緊急輸入を行う必要に迫られ、同年12月、GATTのウルグアイ・ラウンド農業合意を受け入れ、コメ以外の農産物は関税を課して輸入を認めることを決定した。
コメについては、生産者への配慮から関税化を拒否したが、代償として国内消費量の4%（段階的に7.2%の77万トンまで拡大）まで無関税枠として受け入れざるを得なかった。同年、タイや中華人民共和国から大量のインディカ米が緊急輸入されたが、前述のとおり日本人の嗜好や伝統的な調理法に合わないことから消費は伸びず、事態終息後にも約100万トンものインディカ米の在庫が残り、廃棄されたり家畜の飼料に加工されて処理された。
ウルグアイ・ラウンドでの合意に基づいて、日本はミニマム・アクセスとしてコメを輸入している。日本国政府は強制的に輸入したインディカ米の消費に苦慮しており、加工用として売れ残ったインディカ米は、世界への食糧援助用に転用したり、一部は家畜飼料用として備蓄される。
1995年（平成7年）から2004年（平成16年）まで集計した輸入インディカ米の用途は、加工原料用が212万トンで最も多く、ついで世界への食糧援助向けの182万トンである。主食用に輸入されている59万トンは、業務用に用いられる中国北部やアメリカ合衆国産のジャポニカ米である。

## インディカ米を扱った作品
- コミックス『美味しんぼ』単行本49巻収録「タイ米の味」

4話構成。
- コミックス『鉄鍋のジャン!』単行本第15巻収録第136話

「第二回中華料理人選手権大会」の予選「チャーハン勝負」にて、出場者が使用する米（新米、古古米、インディカ米）がくじ引きで決められるシーンで「インディカ米はこの中では一番チャーハン向きかもしれんけど日本人の口には合わん米や!! 一番やっかいかもしれんわ」というセリフがある。